# Gais säsonger
Idrottsklubben Gais grundades 1894 och tog upp fotboll på programmet 1897. Den första riksomfattande fotbollsserien som klubben deltog i var svenska serien 1915/1916. I svenska mästerskapet, som var en utslagsturnering, deltog man för första gången 1912. När allsvenskan startade 1924 var Gais ett av de deltagande lagen.
Gais har utsetts till svenska mästare fyra gånger: 1919, 1922, 1931 och 1954. Man har även vunnit svenska serien 1922/1923 och allsvenskan 1924/1925 och 1926/1927, dock utan att bli svenska mästare. Klubben har också vunnit svenska cupen 1942.
Klubben har ända sedan slutet av 1930-talet åkt upp och ner i seriesystemet; den näst senaste sejouren i allsvenskan var 2006–2012. Sedan säsongen 2024 spelar klubben återigen i allsvenskan.
Nedan följer en lista över Gais resa i seriesystemet under årens lopp:

## 1910-talet
| Säsong    | Nivå | Division                                                        | Placering | Anmärkning | Publiksnitt | Källor      |
| --------- | ---- | --------------------------------------------------------------- | --------- | --- | ----------- | ----------- |
| 1910      | –    | inget seriespel                                                 |           | |             | [ 1 ]       |
| 1911      | –    | inget seriespel                                                 |           | |             | [ 1 ]       |
| 1912      | –    | Västsvenska fotbollsserien                                      |           | Utslagna i omgång 2 av svenska mästerskapet efter förlust mot Helsingborgs IF (0–2). |             | [ 1 ] [ 2 ] |
| 1913      | –    | Västsvenska fotbollsserien                                      |           | Utslagna i omgång 2 av svenska mästerskapet efter förlust mot Örgryte IS (2–7). |             | [ 1 ]       |
| 1914      | –    | Västsvenska fotbollsserien                                      |           | Utslagna i omgång 2 av svenska mästerskapet efter förlust mot IS Halmia (1–2). |             | [ 1 ] [ 2 ] |
| 1915/1916 | 1    | Svenska serien 1915/1916                                        | 4/6       | Utslagna i omgång 2 av svenska mästerskapet 1915 efter förlust mot IFK Eskilstuna efter omspel (2–2; 2–3). Utslagna i omgång 1 av svenska mästerskapet 1916 efter förlust mot IFK Göteborg (0–4). |             | [ 1 ]       |
| 1916/1917 | –    | Västsvenska fotbollsserien 1916 Västsvenska fotbollsserien 1917 | 1/?       | Tilläts inte delta i svenska serien 1916/1917. Utslagna i omgång 1 av svenska mästerskapet 1917 efter förlust mot IFK Göteborg (0–2).                                                             |             | [ 1 ] [ 2 ] |
| 1918      | –    | Västsvenska fotbollsserien                                      |           | Utslagna i omgång 2 av svenska mästerskapet efter förlust mot IFK Göteborg (3–5). |             | [ 1 ] [ 2 ] |
| 1919      | –    | inget seriespel                                                 |           | SM-guld efter finalseger i svenska mästerskapet mot Djurgårdens IF (4–1). |             | [ 1 ]       |

## 1920-talet
| Säsong    | Nivå | Division                       | Placering | Anmärkning | Publiksnitt | Källor |
| --------- | ---- | ------------------------------ | --------- | --- | ----------- | ------ |
| 1920/1921 | 1    | Svenska serien 1920/1921       | 2/10      | Utslagna i första omgången i svenska mästerskapet 1920 efter förlust med 1–2 mot IFK Göteborg. Utslagna i första omgången i svenska mästerskapet 1921 efter förlust med 2–3 mot Fässbergs IF. |             | [ 1 ]  |
| 1922/1923 | 1    | Svenska serien, västra gruppen | 1/6       | SM-guld 1922 efter finalseger i svenska mästerskapet mot Hammarby IF (3–1). · Vann svenska serien efter finalseger mot AIK (3–1, 2–0). Bojkottade svenska mästerskapet 1923.                  |             | [ 1 ]  |
| 1923/1924 | 1    | Svenska serien, västra gruppen | 2/6       | Deltog inte i svenska mästerskapet 1924. |             | [ 1 ]  |
| 1924/1925 | 1    | Allsvenskan                    | 1/12      | Allsvensk seriesegrare; avböjde spel i svenska mästerskapet 1925. | 5 072       | [ 1 ]  |
| 1925/1926 | 1    | Allsvenskan                    | 2/12      | Stora silvret. | 6 094       | [ 1 ]  |
| 1926/1927 | 1    | Allsvenskan                    | 1/12      | Allsvensk seriesegrare. | 6 967       | [ 1 ]  |
| 1927/1928 | 1    | Allsvenskan                    | 3/12      | Lilla silvret. | 6 713       | [ 1 ]  |
| 1928/1929 | 1    | Allsvenskan                    | 5/12      | | 7 772       | [ 1 ]  |
| 1929/1930 | 1    | Allsvenskan                    | 4/12      | Brons. | 9 095       | [ 1 ]  |

1. ↑  Serien inleddes våren 1920, men på grund av dålig planering kunde den inte spelas klart förrän våren 1921.
2. ↑  Någon serie spelades aldrig 1921/1922.
3. ↑  Serien spelades i två grupper där segrarna möttes i en avgörande match om titeln. Även denna gång spelades den vår/höst/vår.
4. ↑  Seriesegraren i allsvenskan blev inte svensk mästare.
5. 1 2 3 4 5  Mellan 1926 och 1930 utsågs ingen svensk mästare.

## 1930-talet
| Säsong    | Nivå | Division                    | Placering | Anmärkning                    | Publiksnitt | Källor |
| --------- | ---- | --------------------------- | --------- | ----------------------------- | ----------- | ------ |
| 1930/1931 | 1    | Allsvenskan                 | 1/12      | SM-guld.                      | 7 423       | [ 1 ]  |
| 1931/1932 | 1    | Allsvenskan                 | 3/12      | Lilla silvret.                | 7 745       | [ 1 ]  |
| 1932/1933 | 1    | Allsvenskan                 | 2/12      | Stora silvret.                | 10 264      | [ 1 ]  |
| 1933/1934 | 1    | Allsvenskan                 | 2/12      | Stora silvret.                | 8 375       | [ 1 ]  |
| 1934/1935 | 1    | Allsvenskan                 | 5/12      |                               | 7 136       | [ 1 ]  |
| 1935/1936 | 1    | Allsvenskan                 | 10/12     |                               | 5 844       | [ 1 ]  |
| 1936/1937 | 1    | Allsvenskan                 | 8/12      |                               | 4 767       | [ 1 ]  |
| 1937/1938 | 1    | Allsvenskan                 | 12/12     | Nedflyttade till division II. | 6 760       | [ 1 ]  |
| 1938/1939 | 2    | Division II, västra gruppen | 2/10      |                               | 3 951       | [ 1 ]  |
| 1939/1940 | 2    | Division II, västra gruppen | 3/10      |                               | 3 758       | [ 1 ]  |

1. ↑  Från 1931 tilldelades seriesegraren i allsvenskan SM-guldet.

## 1940-talet
| Säsong    | Nivå | Division                    | Placering | Anmärkning                                                               | Publiksnitt | Källor |
| --------- | ---- | --------------------------- | --------- | ------------------------------------------------------------------------ | ----------- | ------ |
| 1940/1941 | 2    | Division II, västra gruppen | 1/10      | Uppflyttade till allsvenskan efter kvalspel mot Halmstads BK (2–2, 3–0). | 2 307       | [ 1 ]  |
| 1941/1942 | 1    | Allsvenskan                 | 2/12      | Stora silvret.                                                           | 6 665       | [ 1 ]  |
| 1942/1943 | 1    | Allsvenskan                 | 10/12     | Vann svenska cupen 1942.                                                 | 7 563       | [ 1 ]  |
| 1943/1944 | 1    | Allsvenskan                 | 8/12      |                                                                          | 5 860       | [ 1 ]  |
| 1944/1945 | 1    | Allsvenskan                 | 6/12      |                                                                          | 5 572       | [ 1 ]  |
| 1945/1946 | 1    | Allsvenskan                 | 4/12      | Brons.                                                                   | 8 439       | [ 1 ]  |
| 1946/1947 | 1    | Allsvenskan                 | 10/12     |                                                                          | 8 488       | [ 1 ]  |
| 1947/1948 | 1    | Allsvenskan                 | 6/12      |                                                                          | 12 363      | [ 1 ]  |
| 1948/1949 | 1    | Allsvenskan                 | 3/12      | Lilla silvret.                                                           | 14 135      | [ 1 ]  |
| 1949/1950 | 1    | Allsvenskan                 | 5/12      |                                                                          | 14 300      | [ 1 ]  |

## 1950-talet
| Säsong    | Nivå | Division                    | Placering | Anmärkning                                                               | Publiksnitt | Källor |
| --------- | ---- | --------------------------- | --------- | ------------------------------------------------------------------------ | ----------- | ------ |
| 1950/1951 | 1    | Allsvenskan                 | 7/12      |                                                                          | 12 363      | [ 1 ]  |
| 1951/1952 | 1    | Allsvenskan                 | 5/12      |                                                                          | 13 963      | [ 1 ]  |
| 1952/1953 | 1    | Allsvenskan                 | 6/12      |                                                                          | 13 067      | [ 1 ]  |
| 1953/1954 | 1    | Allsvenskan                 | 1/12      | SM-guld.                                                                 | 17 364      | [ 1 ]  |
| 1954/1955 | 1    | Allsvenskan                 | 10/12     | Nedflyttade till division II.                                            | 15 335      | [ 1 ]  |
| 1955/1956 | 2    | Division II Västra Götaland | 1/12      | Uppflyttade till allsvenskan efter kvalseger mot Lycksele IF (8–0, 2–0). | 8 962       | [ 1 ]  |
| 1956/1957 | 1    | Allsvenskan                 | 4/12      | Brons.                                                                   | 13 422      | [ 1 ]  |
| 1957/1958 | 1    | Allsvenskan                 | 6/12      |                                                                          | 10 768      | [ 1 ]  |
| 1959      | 1    | Allsvenskan                 | 12/12     | Nedflyttade till division II.                                            | 8 881       | [ 1 ]  |

1. ↑  Omläggning av serien, extralång säsong höst/vår/höst.
2. ↑  Omläggning av serien, första säsongen som spelades vår/höst.

## 1960-talet
| Säsong | Nivå | Division                    | Placering | Anmärkning                                   | Publiksnitt | Källor |
| ------ | ---- | --------------------------- | --------- | -------------------------------------------- | ----------- | ------ |
| 1960   | 2    | Division II Västra Götaland | 7/12      |                                              | 4 301       | [ 1 ]  |
| 1961   | 2    | Division II Västra Götaland | 5/12      |                                              | 4 262       | [ 1 ]  |
| 1962   | 2    | Division II Västra Götaland | 2/12      |                                              | 3 424       | [ 1 ]  |
| 1963   | 2    | Division II Västra Götaland | 1/12      | Uppflyttade till allsvenskan efter kvalspel. | 6 499       | [ 1 ]  |
| 1964   | 1    | Allsvenskan                 | 12/12     | Nedflyttade till division II.                | 8 715       | [ 1 ]  |
| 1965   | 2    | Division II Västra Götaland | 1/12      | Uppflyttade till allsvenskan efter kvalspel. | 4 806       | [ 1 ]  |
| 1966   | 1    | Allsvenskan                 | 8/12      |                                              | 8 529       | [ 1 ]  |
| 1967   | 1    | Allsvenskan                 | 8/12      |                                              | 9 036       | [ 1 ]  |
| 1968   | 1    | Allsvenskan                 | 8/12      |                                              | 11 267      | [ 1 ]  |
| 1969   | 1    | Allsvenskan                 | 8/12      |                                              | 12 343      | [ 1 ]  |

## 1970-talet
| Säsong | Nivå | Division                   | Placering | Anmärkning                                   | Publiksnitt | Källor |
| ------ | ---- | -------------------------- | --------- | -------------------------------------------- | ----------- | ------ |
| 1970   | 1    | Allsvenskan                | 12/12     | Nedflyttade till division II.                | 8 708       | [ 1 ]  |
| 1971   | 2    | Division II Norra Götaland | 1/12      | Uppflyttade till allsvenskan efter kvalspel. | 6 480       | [ 1 ]  |
| 1972   | 1    | Allsvenskan                | 11/12     |                                              | 7 563       | [ 1 ]  |
| 1973   | 1    | Allsvenskan                | 10/14     |                                              | 10 371      | [ 1 ]  |
| 1974   | 1    | Allsvenskan                | 4/14      | Brons; gick till Uefacupen 1975/1976.        | 6 700       | [ 1 ]  |
| 1975   | 1    | Allsvenskan                | 13/14     | Nedflyttade till division II.                | 6 110       | [ 1 ]  |
| 1976   | 2    | Division II Södra          | 6/14      |                                              | 5 874       | [ 1 ]  |
| 1977   | 2    | Division II Södra          | 9/14      |                                              | 2 479       | [ 1 ]  |
| 1978   | 2    | Division II Södra          | 7/14      |                                              | 2 416       | [ 1 ]  |
| 1979   | 2    | Division II Södra          | 11/14     |                                              | 1 764       | [ 1 ]  |

## 1980-talet
| Säsong | Nivå | Division                         | Placering | Anmärkning | Publiksnitt | Källor |
| ------ | ---- | -------------------------------- | --------- | --- | ----------- | ------ |
| 1980   | 2    | Division II Södra                | 2/14      | | 3 385       | [ 1 ]  |
| 1981   | 2    | Division II Södra                | 14/14     | Nedflyttade till division III.                                                                                 | 2 029       | [ 1 ]  |
| 1982   | 3    | Division III Nordvästra Götaland | 1/12      | Ej uppflyttade efter kvalförlust mot Järla IF (0–0, 1–1).                                                      | 1 618       | [ 1 ]  |
| 1983   | 3    | Division III Nordvästra Götaland | 1/12      | Uppflyttade till division II efter kvalseger mot Mönsterås GoIF (6–0, 3–2).                                    | 1 851       | [ 1 ]  |
| 1984   | 2    | Division II Södra                | 3/14      | | 2 814       | [ 1 ]  |
| 1985   | 2    | Division II Södra                | 2/14      | Ej uppflyttade efter kvalförlust mot Djurgårdens IF (0–0, 0–0; 1–1 efter förlängning, 2–4 efter straffar).     | 3 744       | [ 1 ]  |
| 1986   | 2    | Division II Södra                | 3/14      | | 1 916       | [ 1 ]  |
| 1987   | 2    | Division I Södra                 | 1/14      | Uppflyttade till allsvenskan. Tvåa i svenska cupen i fotboll 1986/1987 efter finalförlust mot Kalmar FF (0–2). | 2 941       | [ 1 ]  |
| 1988   | 1    | Allsvenskan                      | 8/12      | Ej till slutspel.                                                                                              | 6 814       | [ 1 ]  |
| 1989   | 1    | Allsvenskan                      | 3/12      | Lilla silvret; förlust i semifinal mot Malmö FF (2–2, 0–1); gick till Uefacupen 1990/1991.                     | 4 791       | [ 1 ]  |

1. ↑  Division II omdöpt till division I utan andra förändringar.
2. 1 2  Slutspel tillämpades mellan de fyra främsta lagen.

## 1990-talet
| Säsong | Nivå | Division                    | Placering | Anmärkning                                                                   | Publiksnitt            | Källor |
| ------ | ---- | --------------------------- | --------- | ---------------------------------------------------------------------------- | ---------------------- | ------ |
| 1990   | 1    | Allsvenskan                 | 7/12      | Ej till slutspel.                                                            | 5 005                  | [ 1 ]  |
| 1991   | 1    | Allsvenskan                 | 8/10      | 3:a i kvalsvenskan, kvar i allsvenskan.                                      | 3 331 (AS) / 1880 (KS) | [ 1 ]  |
| 1992   | 1    | Allsvenskan                 | 10/10     | 6:a i kvalsvenskan, nedflyttade efter kvalförlust mot Örgryte IS (1–2, 0–2). | 2 959                  | [ 1 ]  |
| 1993   | 2    | Division I Södra            | 5/14      |                                                                              | 1 373                  | [ 1 ]  |
| 1994   | 2    | Division I Södra            | 6/14      |                                                                              | 1 444                  | [ 1 ]  |
| 1995   | 2    | Division I Södra            | 2/14      | Ej uppflyttade efter kvalförlust mot IFK Norrköping (1–1, 0–1).              | 1 717                  | [ 1 ]  |
| 1996   | 2    | Division I Södra            | 13/14     | Nedflyttade till division II.                                                | 1 317                  | [ 1 ]  |
| 1997   | 3    | Division II Västra Götaland | 3/12      |                                                                              | 1 356                  | [ 1 ]  |
| 1998   | 3    | Division II Västra Götaland | 1/12      | Uppflyttade till division I.                                                 | 1 611                  | [ 1 ]  |
| 1999   | 2    | Division I Södra            | 2/14      | Uppflyttade till allsvenskan efter kvalseger mot Kalmar FF (2–1, 1–1).       | 3 777                  | [ 1 ]  |

1. ↑  Slutspel tillämpades mellan de fyra främsta lagen.
2. 1 2  Lag 1–6 gick till mästerskapsserien, lag 7–10 till kvalsvenskan med lag från andradivisionen.

## 2000-talet
| Säsong | Nivå | Division                    | Placering | Anmärkning                                                                   | Publiksnitt | Källor       |
| ------ | ---- | --------------------------- | --------- | ---------------------------------------------------------------------------- | ----------- | ------------ |
| 2000   | 1    | Allsvenskan                 | 13/14     | Nedflyttade till superettan.                                                 | 7 084       | [ 1 ]        |
| 2001   | 2    | Superettan                  | 14/16     | Nedflyttade till division II.                                                | 2 441       | [ 1 ] [ 7 ]  |
| 2002   | 3    | Division II Västra Götaland | 2/12      |                                                                              | 2 368       | [ 1 ] [ 8 ]  |
| 2003   | 3    | Division II Västra Götaland | 1/12      | Uppflyttade till superettan efter kvalseger mot Mjällby AIF (2–1, 2–1).      | 3 382       | [ 1 ] [ 9 ]  |
| 2004   | 2    | Superettan                  | 6/16      |                                                                              | 3 126       | [ 1 ] [ 11 ] |
| 2005   | 2    | Superettan                  | 3/16      | Uppflyttade till allsvenskan efter kvalseger mot Landskrona Bois (2–1, 0–0). | 3 875       | [ 1 ] [ 13 ] |
| 2006   | 1    | Allsvenskan                 | 10/14     |                                                                              | 7 072       | [ 1 ] [ 15 ] |
| 2007   | 1    | Allsvenskan                 | 11/14     |                                                                              | 6 887       | [ 1 ] [ 17 ] |
| 2008   | 1    | Allsvenskan                 | 11/16     |                                                                              | 5 224       | [ 1 ] [ 19 ] |
| 2009   | 1    | Allsvenskan                 | 11/16     |                                                                              | 5 687       | [ 1 ] [ 21 ] |

## 2010-talet
| Säsong | Nivå | Division    | Placering | Anmärkning                   | Publiksnitt | Källor |
| ------ | ---- | ----------- | --------- | ---------------------------- | ----------- | ------ |
| 2010   | 1    | Allsvenskan | 13/16     |                              | 4 666       | [ 23 ] |
| 2011   | 1    | Allsvenskan | 5/16      |                              | 5 933       | [ 25 ] |
| 2012   | 1    | Allsvenskan | 16/16     | Nedflyttade till superettan. | 4 782       | [ 27 ] |
| 2013   | 2    | Superettan  | 7/16      |                              | 3 326       | [ 29 ] |
| 2014   | 2    | Superettan  | 11/16     |                              | 3 383       | [ 31 ] |
| 2015   | 2    | Superettan  | 11/16     |                              | 2 781       | [ 33 ] |
| 2016   | 2    | Superettan  | 8/16      |                              | 3 315       | [ 35 ] |
| 2017   | 2    | Superettan  | 9/16      |                              | 3 157       | [ 37 ] |
| 2018   | 2    | Superettan  | 10/16     |                              | 3 405       | [ 39 ] |
| 2019   | 2    | Superettan  | 12/16     |                              | 2 854       | [ 41 ] |

## 2020-talet
| Säsong | Nivå | Division    | Placering | Anmärkning                                                                | Publiksnitt | Källor |
| ------ | ---- | ----------- | --------- | ------------------------------------------------------------------------- | ----------- | ------ |
| 2020   | 2    | Superettan  | 10/16     |                                                                           | 0           | [ 42 ] |
| 2021   | 2    | Superettan  | 14/16     | Nedflyttade till Ettan södra efter kvalförlust mot Dalkurd FF (1–2, 1–1). | 1 559       | [ 44 ] |
| 2022   | 3    | Ettan Södra | 1/16      | Uppflyttade till superettan.                                              | 2 338       | [ 46 ] |
| 2023   | 2    | Superettan  | 2/16      | Uppflyttade till allsvenskan.                                             | 4 274       | [ 48 ] |
| 2024   | 1    | Allsvenskan | 6/16      |                                                                           | 9 010       | [ 50 ] |
| 2025   | 1    | Allsvenskan | –/16      |                                                                           |             |        |

1. ↑  Ingen publik på grund av covidpandemin